# Tolmerus eximius
Tolmerus eximius là một loài ruồi trong họ Asilidae. Tolmerus eximius được Becker miêu tả năm 1923. Loài này phân bố ở vùng Cổ Bắc giới.